# Noah and the Whale
Noah and the Whale byla britská hudební skupina, založená v Londýně v roce 2006. Vůdčí osobností skupiny je zpěvák a kytarista Charlie Fink. Své první album nazvané Peaceful, the World Lays Me Down skupina vydala v roce 2008 a do roku 2013 následovala další tři studiová alba. První album se umístilo na páté příčce žebříčku UK Albums Chart a získalo převážně pozitivní reakce kritiků. Svou činnost skupina ukončila v roce 2015 s tím, že se její členové budou věnovat vlastním projektům.

## Diskografie
- Peaceful, the World Lays Me Down (2008)
- The First Days of Spring (2009)
- Last Night on Earth (2011)
- Heart of Nowhere (2013)